# Ziff Davis
Ziff Davis,Inc.（齊夫戴維斯）是一家美國數字媒體和互聯網公司。該公司最初由老威廉·伯納德·齊夫和伯納德·喬治·戴維斯於1927年創立，主營業務包括面向技術的媒體網站、在線購物相關服務和VPN服務。

## 歷史
該公司由Bill Ziff Sr.和Bernard Davis共同創立。Bill Ziff於1953年去世後，他的兒子William B. Ziff Jr.從德國返回領導公司。1958 年，Bernard Davis將Ziff Jr.出售給他在 Ziff Davis的股份，成立了Davis Publications, Inc.； Ziff Davis則繼續使用Davis的姓氏作為Ziff-Davis,Inc的名字。
在Ziff Davis,Inc.的大部分歷史中，它都是業餘愛好者雜誌的出版商，這些雜誌通常致力於昂貴的、廣告客戶豐富的技術愛好，例如汽車、攝影和電子產品。自1980年以來，Ziff Davis,Inc.主要出版與計算機相關的雜誌和相關網站，將Ziff Davis,Inc.打造成一家互聯網信息公司。
Ziff Davis,Inc.擁有幾家廣播公司，首先是在1970年代中期，後來擁有自己的技術網絡ZDTV，後來更名為TechTV，並於2001年出售給Vulcan Ventures。Ziff Davis,Inc.的雜誌出版和互聯網運營辦公室設在紐約市、馬薩諸塞州和舊金山。
2009年1月6日，該公司將1UP.com出售給赫茲國際集團旗下的UGO Entertainment，並宣布2009年1月發行的長期电子游戏月刊將是其最後一期。
2010年6月4日，时代公司前高管Vivek R. Shah在波士頓私募股權公司Great Hill Partners的資金支持下宣布收購Ziff Davis Inc.。
2012年11月12日，Ziff Davis Inc.被雲端運算服務公司J2 Global以1.67億美元現金收購。根據2015年10月《財富》雜誌的一篇文章，Ziff Davis佔母公司J2 Global 6億美元年收入（2014年）的30%，並且每年以15%到20%的速度增長。Sidoti&Company的分析師Gregory Burns計算出Ziff Davis,Inc.的價值為19億美元。
2021年4月，J2 Global宣布將其雲服務業務剝離；該計劃於2021年9月獲得其股東批准，J2 Global主要包括其媒體業務和VPN服務，並隨後採用Ziff Davis,Inc.名稱和“ZD”股票代碼。

## 現有財產
- AskMen
- BlackFriday.com
- BestBlackFriday.com
- Downdetector
- Ekahau
- emedia
- eVoice
- ExtremeTech
- Everyday Health
- Geek.com
- HR Technologist
- Humble Bundle
- IGN
- IPVanish
- Line2
- Livedrive
- Mashable
- MarTech Advisor
- Moz
- Offers.com
- 个人电脑杂志
- RetailMeNot
- Salesify
- SMTP
- Ookla的Speedtest.net
- Spiceworks
- StrongVPN
- SugarSync
- Techbargains.com
- Toolbox.com
- VIPRE
- Ziff Davis Tech
- Ziff Davis B2B